# Códigos telegráficos del Great Western Railway

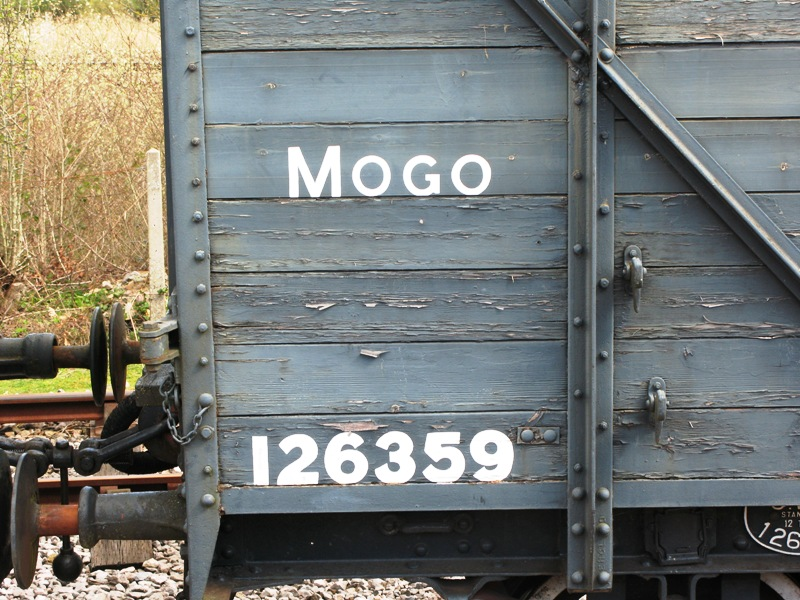
Código telegráfico "MOGO" pintado en un "Motor car goods van" (furgón de mercancías con motor)

Los códigos telegráficos del Great Western Railway eran un código comercial utilizado para acortar los mensajes telegráficos enviados entre las estaciones y oficinas de la compañía de ferrocarril.
Los códigos enumerados a continuación se han tomado de la edición de 1939 del libro Telegraph Message Code a menos que se indique lo contrario.

## Historia
El Great Western Railway (GWR) fue pionero en la comunicación telegráfica cuando instaló una línea de 13 millas (20,9 km) entre las estaciones de Paddington y de West Drayton el 9 de abril de 1839, utilizando un equipo ideado por Cooke y Wheatstone. Aunque este primer sistema cayó en desuso después de unos años, a partir de 1850 un nuevo contrato con la Electric Telegraph Company permitió instalar telégrafos de doble aguja en la mayoría de las estaciones de la línea; que serían sustituidos por máquinas de una sola aguja a partir de 1860. Aunque se usaba principalmente como dispositivo de seguridad para regular el paso de los trenes, también se usaba para transmitir mensajes entre el personal de las estaciones. Para establecer una comunicación de manera rápida y precisa, se usaban varias palabras clave con el fin de reemplazar a frases complicadas o de uso regular. Los códigos se actualizaban con cierta frecuencia para acomodarse mejor a las necesidades de cada momento.
Hacia 1922, la mayoría de los ferrocarriles de Gran Bretaña habían acordado palabras de código estándar, aunque el GWR disponía de una lista extendida de códigos que solo podían usarse dentro de su propia red. En 1943, todos los ferrocarriles se incorporaron a un solo sistema de códigos y se suspendieron los códigos especiales del GWR.

## Vagones
Nota: muchos de estos códigos podrían tener una letra adicional para identificar variaciones, como Mink A (un furgón ventilado de 16 pies (4,9 m)) o Mink G (un furgón ordinario de 21 pies (6,4 m)). La mayoría de estos códigos estaban pintados en los vagones para facilitar su identificación.

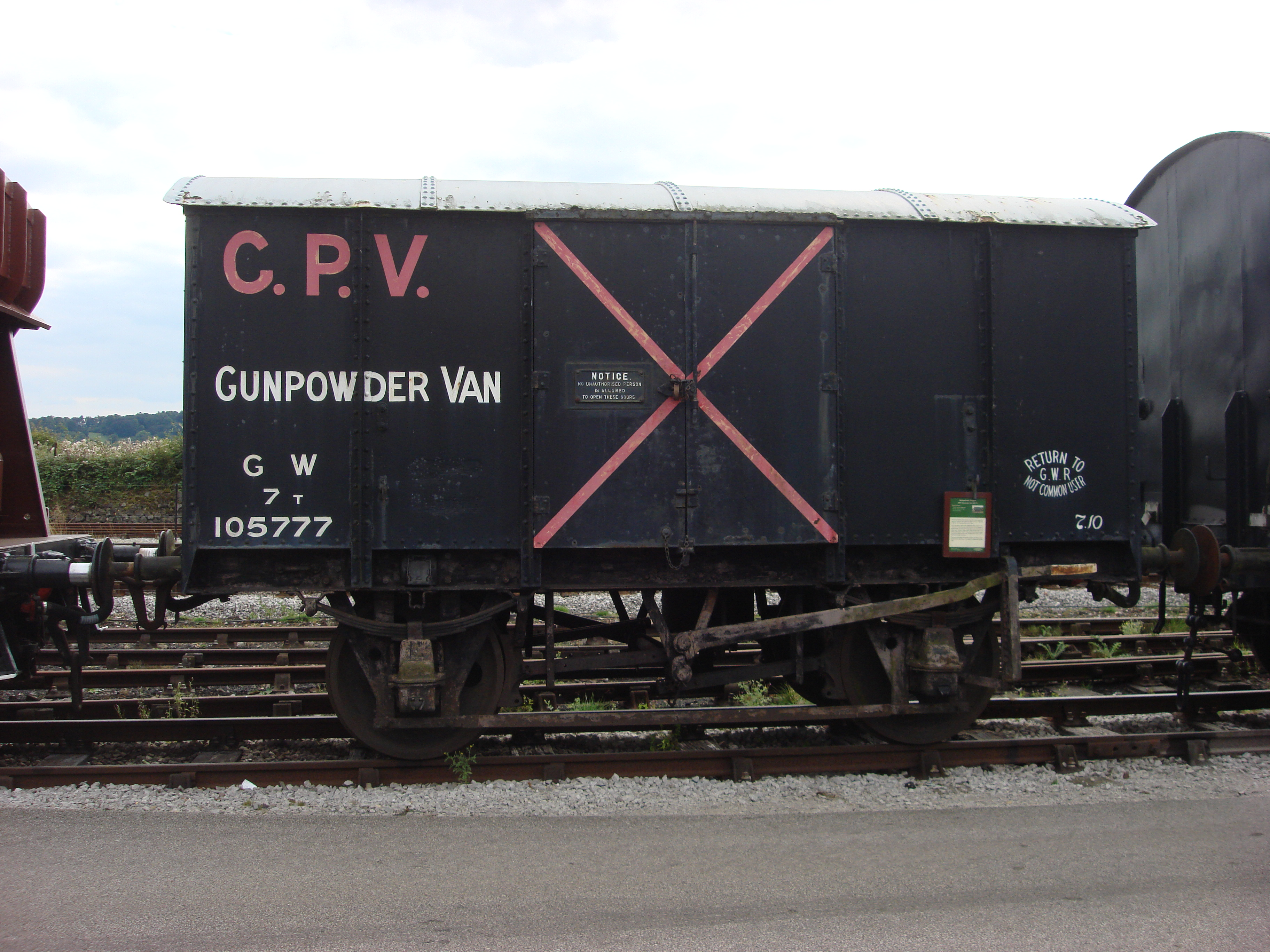
Cone, código correspondiente a un furgón para transportar pólvora

- "Aero" (Aero) – Coche de hélice (desde 1941)[3]
- "Ale" (Cerveza) – Furgón de ganado convertido para barriles de cerveza (desde 1940)[3]
- "Asmo" (Asmo) – Vagón motorizado cubierto
- "Beaver" (Castor) – Vagón plano
- "Beetle" (Escarabajo) – Furgón de ganado premiado.
- "Bloater" (Bloater) –  Furgón de pescado grande
- "Bocar" (Bocar) – Furgón cubierto para carrocerías
- "Cone" (Cono) – Furgón de pólvora
- "Conflat"  (Conflat) – Vagón plataforma para contenedores
- "Coral" (Coral) – Furgón para transportar cristal
- "Cordon" (Cordón) – Vagón cisterna de gas
- "Covcar" (Covcar) – Vagón de carga cubierto
- "Crocodile" (Cocodrilo) – Remolque pequeño de suelo rebajado

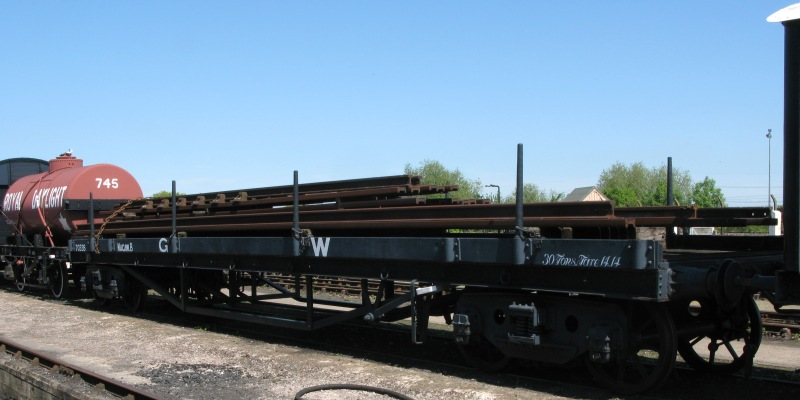
Macaw

- "Damo" (Damo) – Vagón motorizado cubierto
- "Fruit" (Fruta) – Furgón de frutas
- "Gadfly" (Tábano) – Plataforma para transporte de aviones
- "Gane" (Gane) – Plataforma de ingeniería
- "Grano" (Grano) – Tolva de grano cubierta
- "Hydra" (Hydra) – Vagón de suelo rebajado clasificado para pasajeros
- "Loriot" (Loriot) – Vagón con maquinaria
- "Macaw" (Guacamayo) – Plataforma para madera
- "Mayfly" (Efímera) – Plataforma para transformador

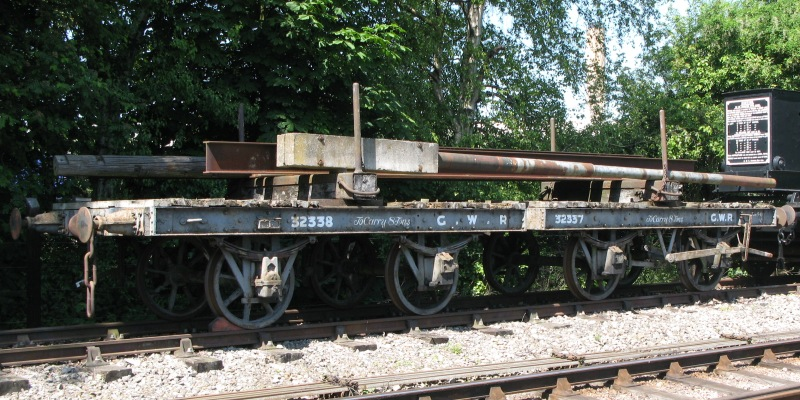
Mite

- "Mex" (Mex) – Furgón de ganado ordinario
- "Mica" (Mica) – Furgón de carne
- "Mink" (Visón) – Furgón cubierto
- "Milta" (Milta) – Vagón cisterna de leche
- "Mite" (Ácaro) – Plataformas gemelas para transporte de madera
- "Mogo" (Mogo) – Plataforma cubierta para automóviles
- "Morel" (Morel) – Furgón para el transporte de hélices
- "Open" (Abrir) – Vagón abierto
- "Parto" (Parto) – Furgón cubierto con mamparas móviles

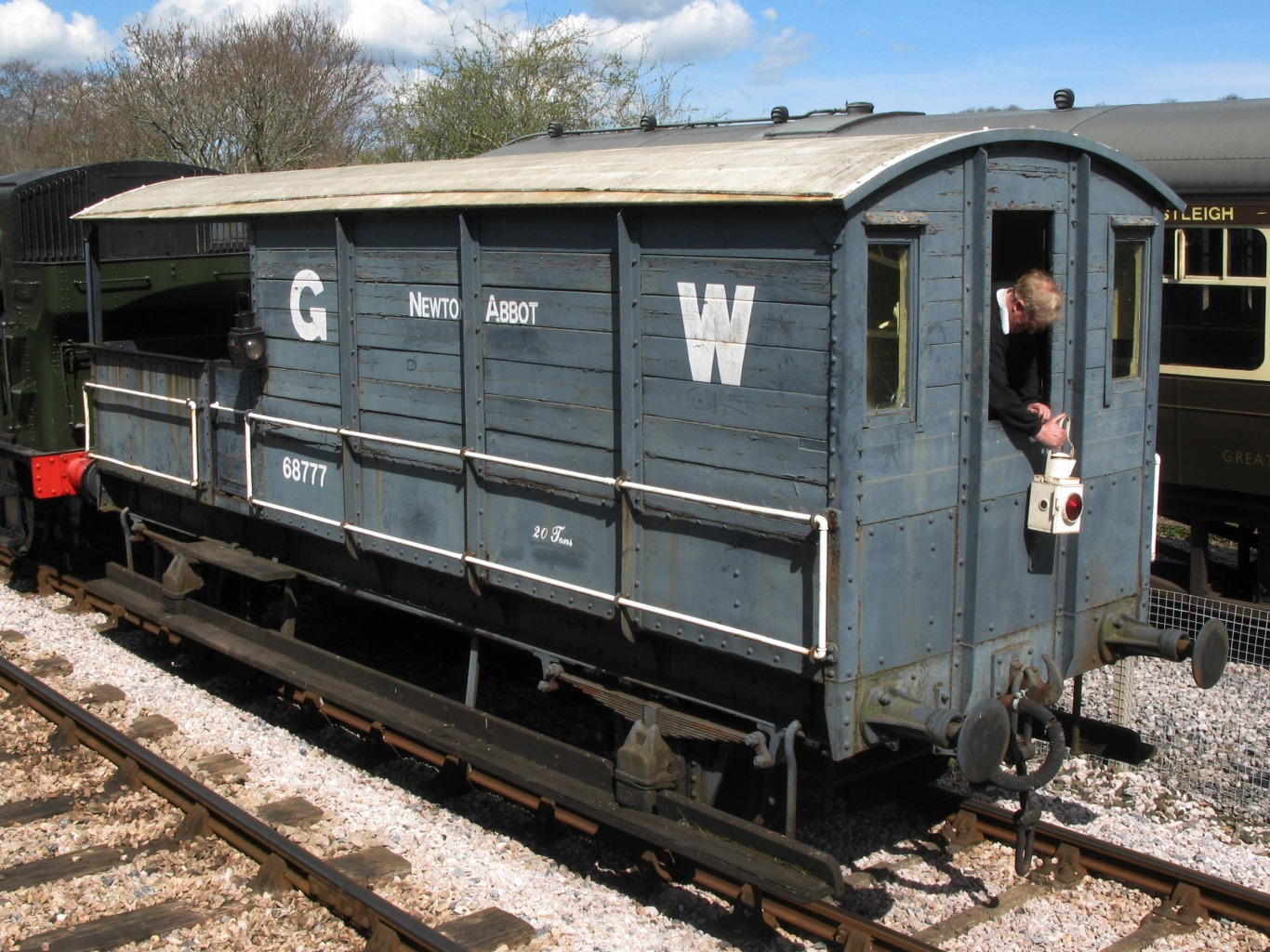
Furgón de frenos GWR Toad

- "Pollen" (Polen) – Vagón para vigas o calderas
- "Rectank" (Rectanque) – Plataforma baja para maquinaria
- "Roder" (Roder) – Vagón plataforma para vehículos de carretera (hasta 1935)[3]
- "Rotruck" (Rotruck) – Vagón bivial para cisternas de leche
- "Serpent" (Serpiente) – Vagón de transporte
- "Tadpole" (Renacuajo) – Furgón de pescado abierto
- "Tevan" (Teván) – Furgón de carne Mica convertido para tráfico especial
- "Toad" (Sapo) – Furgón de frenos, denominación que se convirtió en un nombre estándar
- "Totem" (Tótem) – Vagón blindado y viga
- "Tourn" (Tour) – Vagón abierto de ocho ruedas (hasta 1934)[3]

## Coches de pasajeros
Nota: muchos de estos códigos pueden tener una letra adicional para identificar variaciones, como Scorpion C (un coche de transporte 45 pies (13,7 m)) o Scorpion D (un coche de transporte 21 pies (6,4 m)).

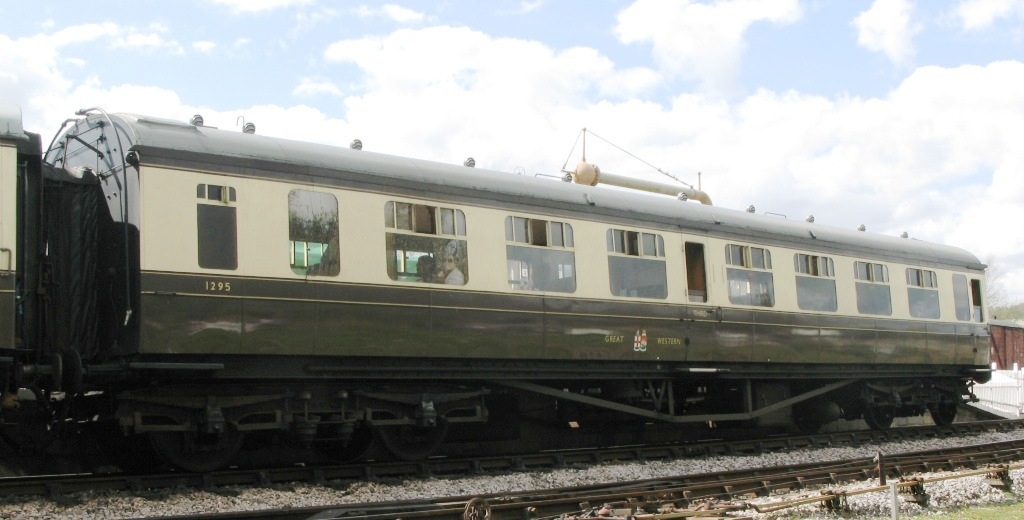
Chub

- "Beetle" (Escarabajo) – Coche especial para ganado
- "Bloater" (Hinchazón) – Coche cubierto para pescado
- "Catox" (Catox) – Coche de ganado
- "Chafer" (Chafer) – Transporte para inválidos
- "Chintz" (Chintz) – Coche familiar
- "Chub" (Cachorro) – Salón de tercera clase
- "Cricket" (Cricket) – Coche compuesto
- "Emmett" (Emmett) – Coche de freno de tercera clase
- "First" (Primero) – Coche de primera clase
- "Gnat" (Mosquito) – Coche de deriva
- "Goliath" (Goliat) – Coche panorámico abierto con bogies[4]

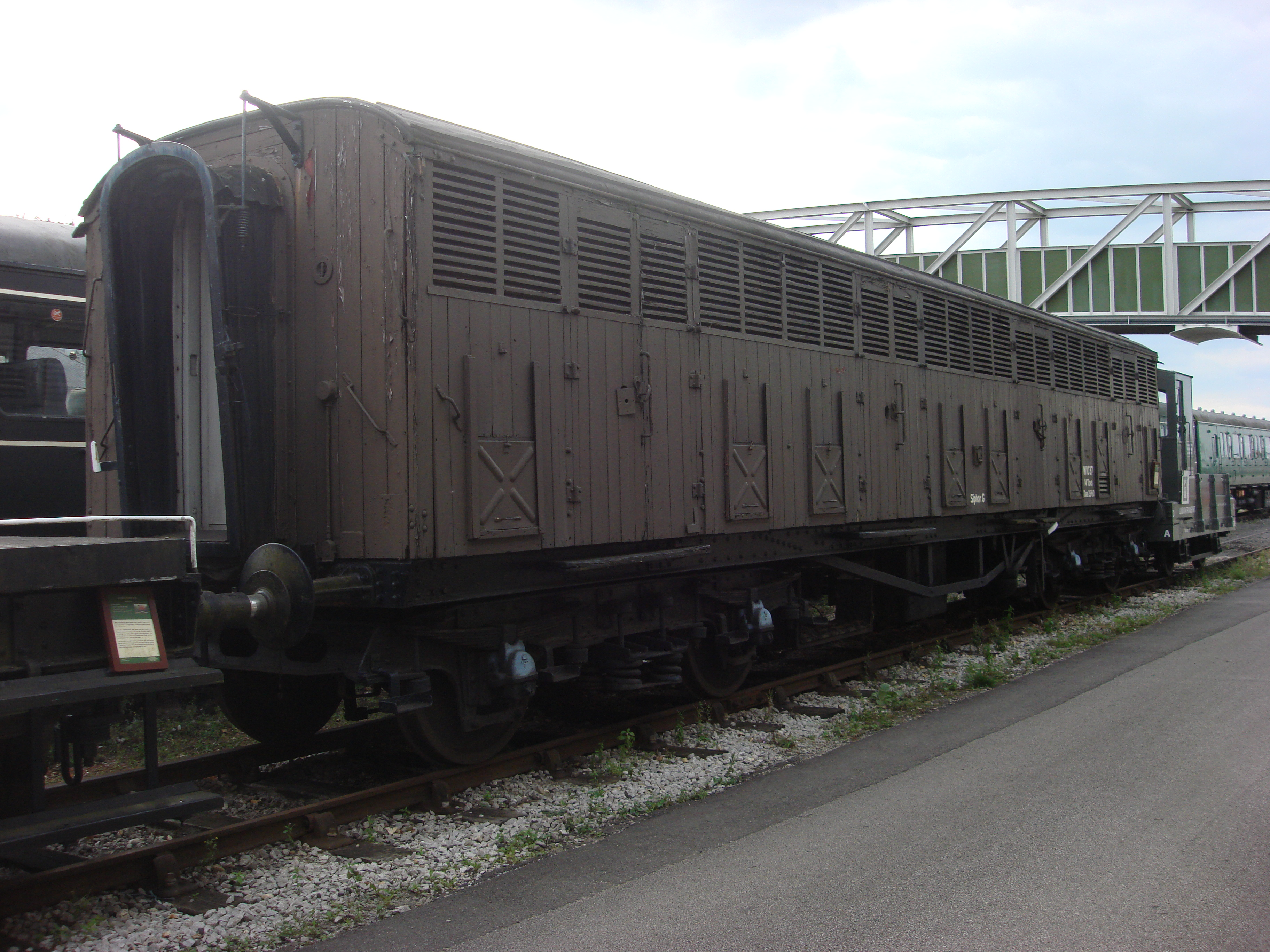
GWR Siphon G

- "Hydra" (Hidra) – Coche de suelo rebajado para vehículos de carretera
- "Melon" (Melón) – Coche de freno de tercera clase
- "Mex" (México) – Coche de ganado
- "Monster" (Monstruo) – Coche panorámico
- "Paco" (Paco) – Coche para caballos
- "Python" (Pitón) – Coche de transporte cubierto
- "Scorpion" (Escorpión) – Coche de transporte
- "Siphon" (Sifón) – Furgón lechero
- "Snake" (Serpiente) – Furgón de pasajeros
- "Termite" (Termita) – Coche de tercera clase

## Vehículos de motor y remolques de carretera
- "Brockhouse" (Brockhouse) – Remolque Brockhouse de 15 toneladas
- "Dido" (Dido) – Remolque de cuatro ruedas
- "Dixton" (Dixton) – Vehículo de motor de acarreo de 10 toneladas
- "Dyak" (Dyak) – Remolque de dos ruedas
- "Forton" (Forton) – Vehículo de motor de acarreo de 4 o 5 toneladas
- "Jason" (Jason) – Remolque basculante
- "Lydus" (Lydus) – Remolque de tubería
- "Mentor" (Mentor) – Remolque de seis ruedas
- "Nico" (Nico) – Remolque de ganado
- "Numa" (Numa) – Remolque para contenedor
- "Sixate" (Sixato) – Vehículo de motor de acarreo de 6 u 8 toneladas
- "Toner" (Tóner) – Vehículo de motor de acarreo de 1 o 1½ toneladas
- "Tooton" (Tooton) – Vehículo de motor de acarreo de 2 toneladas
- "Vibo" (Vibo) – Remolque de madera

## Frases estándar
El libro "Telegraph Message Code" de 1939 contiene más de 900 palabras clave (alrededor de la mitad de las cuales eran códigos estándar también utilizados por otros ferrocarriles), pero son muy pocos los códigos pintados en los costados de los vagones de mercancías. Al usar estos códigos, se podían enviar frases largas y complejas usando solo unas pocas palabras. Algunos ejemplos de los códigos que representan frases incluyen:
- "Adex" (Adex) – Excursión de un día anunciada.
- "Boyne" (Boyne) – No hay agua en la siguiente estación. Avisar a los maquinistas.
- "Chicory" (Achicoria) – No se puede seguir la entrega. Envíe por cable la descripción completa, las marcas y el contenido, y diga quién se queja.
- "Cynic" (Cínico) – Solo puede ofrecer servicio ordinario. Cablear lo que se decidió.
- "Earwig" (Tijereta) – Se busca con urgencia siguiendo.
- "Lough" (Lago) – Caballo de maniobras enfermo. Enviar sustituto.
- "Osage" (Osage) – Enviar hombres aquí para que la máquina mencionada se vaya a las...
- "Palm" (Palma) – Informe completamente por el próximo tren con referencia a la demora.
- "Smoke" (Humo) – Debido a la niebla en la división de Londres, el servicio de trenes se restringe para operar de acuerdo con el aviso actual de trabajo con niebla.
- "Stork" (Cigüeña) – No tenemos rastro de su factura; enviar copia en próximo tren.
- "Zola" (Zola) – ¿Puedes enviar la máquina y los hombres a la estación mencionada? En caso afirmativo, indique la hora de salida.